# Regina
Regina (pravo ime Irena Kogoj), slovenska pevka zabavne glasbe, * 4. julij 1965, Murska Sobota
Dela kot režiserka zvoka pri produkciji in postprodukciji televizijskih oglasov ter posebnih zvočnih učinkov.

### Pevska kariera
Svojo kariero je leta 1987 začela v glasbeni skupini Duo Regina. Tako je prvič nastopila na pomembnejšem glasbenem festivalu, Pop delavnici, leta 1988. Tega leta je izšla njena prva samostojna plošča.
Na izbor za Pesem Evrovizije se je prvič prijavila že leta 1990, a za Jugovizijo tistega leta ni bila izbrana. V samostojni Sloveniji se je prvič prijavila leta 1993 s pesmijo "Naj ljubezen združi vse ljudi", s katero je bila četrta. Na izborih za Pesem Evrovizije je kot tekmovalka nastopila osemkrat, kar je rekord v Sloveniji. Na tem festivalu je enkrat zmagala, enkrat je bila tretja, od treh polfinalnih izborov se je dvakrat uvrstila v finale, leta 2005 pa je bila zmagovalka rezervne strokovne žirije. Na EMI je nastopila tudi leta 2016 s pesmijo "Alive in Every Way".
Leta 1996 je z zmago na Slovenskem izboru za Pesem Evrovizije odšla na Norveško. Čeprav ji je uspelo priti v finale, se je v finalu uvrstila na 21. mesto.
Na Slovenski popevki je prvič nastopila leta 1998. Leto kasneje je prejela nagrado za najboljšo produkcijo. Leta 2000 je bila zelo uspešna na festivalu, saj je po mnenju žirije zmagala, prejela je tudi nagrado za najboljšo upodobitev videospota. Na Slovenski popevki je nastopila devetkrat, zadnjič leta 2011.
V 3. oddaji 3. sezone šova Znan obraz ima svoj glas se je v Regino s skladbo Dan najlepših sanj preobrazila Ani Frece. Uvrstila se je na 4. mesto.

### Zasebno življenje
Poročena (1995) je z Aleksandrom Kogojem, slovenskim filmskim režiserjem in skladateljem, ki je avtor večine njenih pesmi, režiral pa je tudi večino njenih videospotov. Imata sina Aleksandra, ki je bil rojen leta 1996.

## Nastopi na televiziji
Moja Slovenija
- 2012: 1. sezona - 11. oddaja (rdeča ekipa)

Znan obraz ima svoj glas
- 2016: 3. sezona - 3. oddaja (gostja)

## Koncerti
- Koncert uspešnic (Aleja Sky, 22. avgust 2023)

| Koncert uspešnic − seznam skladb                                          |
| ------------------------------------------------------------------------- |
| - Fly Me to the Moon - Naj ljubezen združi vse ljudi - Dan najlepših sanj |

## Festivali

### Na glasbenih festivalih

#### Pop delavnica
- 1988: Vem (Aleksander Sandi Kogoj/Aleksander Sandi Kogoj/Aleksander Sandi Kogoj) - članica Dua Regina
- 1989: Ne vabi me (Sandi Aleksander Kogoj - Sandi Aleksander Kogoj - Sandi Aleksander Kogoj) - članica Dua Regina
- 1993: Srečo ti želim (Aleksander Sandi Kogoj/Barbara Tratnik)

#### Jugovizija 1990
Prišla je v ožji izbor za predstavnike Slovenije.

#### Yamaha
Na nemškem festivalu se je s pesmijo Joey (Aleksander Sandi Kogoj/Irena Jalšovec/Aleksander Sandi Kogoj) uvrstila na 4. mesto.

#### EMA
- 1993: Naj ljubezen združi vse ljudi (Aleksander Kogoj - Aleksander Kogoj - Mojmir Sepe) — 4. mesto (70 točk)
- 1996: Dan najlepših sanj (Aleksander Kogoj - Aleksander Kogoj - Jože Privšek) — 1. mesto (118 točk)
- 1998: Glas gora (Aleksander Kogoj - Aleksander Kogoj - Aleksander Kogoj) — 3. mesto (5.694 telefonskih glasov)
- 2001: Zaljubljena v maj (Aleksander Kogoj - Marko Slokar - Patrik Greblo) — 8. mesto (6 točk)
- 2002: Ljubezen daje moč (Aleksander Kogoj - Aleksander Kogoj - Sašo Fajon)

2003: v duetu z Diegom Barriosom Rossom je bila s pesmijo Čaša ljubezni (Aleksander Kogoj — Štefan Miljevič - Aleksander Kogoj) 4. rezerva na EMI 2003.
- 2004: Plave očij (Aleksander Kogoj - Feri Lainšček - Tomaž Kozlevčar) — 10. mesto (3 točke)

V spremljevalnem programu je nastopila s pesmijo Dan najlepših sanj.
- 2005: Proti vetru (Aleksander Kogoj, Damjan Pančur - Feri Lainšček - Damjan Pančur) — zmagovalka po mnenju rezervne strokovne žirije, 9. mesto (2.514 telefonskih glasov)

2008: v spremljevalnem programu je nastopila s pesmijo Dan najlepših sanj v R&B obliki
2013: na interni izbor RTV Slovenije je poslala svojo pesem
- 2016: Alive in Every Way (Aleksander Kogoj, Jon Dobrun - Jon Dobrun - Aleksander Kogoj)

#### Pesem Evrovizije 1996
Leta 1996 je zastopala Slovenijo na Evrosongu (Oslo Spektrum - do 11.000 sedežev) s pesmijo Dan najlepših sanj svojega soproga Aleksandra Kogoja v odličnem aranžmaju Jožeta Privška in - kljub dobremu nastopu - zasedla eno od zadnjih mest; bila je enaindvajseta od triindvajsetih.
- Polfinale: 17. mesto (30 točk)
- Finale: 19. mesto (16 točk)

| Točke | Država               |
| ----- | -------------------- |
| 12    | —                    |
| 10    | —                    |
| 8     | Bosna in Hercegovina |
| 7     | —                    |
| 6     | Hrvaška              |
| 5     | —                    |
| 4     | —                    |
| 3     | —                    |
| 2     | —                    |
| 1     | Španija, Islandija   |

#### Slovenska popevka
- 1998: Sončna ljubezen (Aleksander Kogoj - Hana Štupar - Patrik Greblo) - 9. mesto (710 telefonskih glasov)
- 1999: Ujemi moj nasmeh (Aleksander Kogoj - Milan Dekleva - Sašo Fajon) — nagrada strokovne žirije za najboljšo produkcijo, 11. mesto (991 telefonskih glasov)
- 2000: Moje ime (Aleksander Kogoj - Aleksander Kogoj - Sašo Fajon) (z Glorio) — nagrada strokovne žirije za najboljšo skladbo v celoti, nagrada za najboljšo upodobitev videospota, 4. mesto (4.266 telefonskih glasov)

Na Pesmi meseca aprila je nastopila kot glasbena gostja.
- 2002: Moja zemlja (Aleksander Kogoj - Štefan Miljevič - Rok Golob) - 8. mesto (1.392 telefonskih glasov)
- 2003: Čaša ljubezni (Aleksander Kogoj - Štefan Miljevič - Aleš Avbelj) (z Diegom Barriosom Rossom) - 8. mesto (764 telefonskih glasov)
- 2005: Pusti mi krila (Gabriel) (Aleksander Kogoj, Damjan Pančur - Feri Lainšček - Rok Golob) — 10. mesto (1034 glasov)
- 2006: Demoni (Aleksander Kogoj, Damjan Pančur - Feri Lainšček - Aleš Avbelj)
- 2009: Poljubi me (Aleksander Kogoj, Damjan Pančur - Feri Lainšček - Tomaž Grintal) — 8. mesto (477 glasov)
- 2011: Tebe ni (Aleksander Kogoj, Damjan Pančur - Feri Lainšček - Lojze Krajnčan) — 6. mesto (7 točk)

#### Festival narečnih popevk
- 2007: Tvoje očij (Dezider Cener - Feri Lainšček - Patrik Greblo) - nagrada za najboljšo skladbo, 1. nagrada za najboljše narečno besedilo, 8. mesto (514 telefonskih glasov)

#### Melodije morja in sonca
- 2024: Zopet plešem (Aleksander Kogoj/Feri Lainšček) - 14. mesto (1 točka)

## Diskografija

### Albumi
| Leto | Album                                               | Skladbe |
| ---- | --------------------------------------------------- | --- |
| 1988 | Regina                                              | |
|      | Novo leto                                           | |
| 1991 | Ave Maria (kot Duo Regina)                          | Ave Maria; Zaplešiva sambo; Kakor novi dan; Ne vabi me; Igre je konec; Aspirin; Sreča; Ljubi me in ustavi me; Vem; Ti |
| 1994 | Liza ljubi jazz                                     | Liza ljubi jazz; Smoke on the water; Style; DD&D; Be a woman; Tokyo night; Čarovnik; Joey; Šok; Srečo ti želim; Naj ljubezen združi vse ljudi |
| 1995 | Religija ljubezni                                   | Religija ljubezni; Bodi tu; Anergija; Anergija (disco mix); Am ban pet podgan; Pravljična ljubezen; Party za ples; Čakam te; Canzonni; Religija ljubezni (dance mix); Fido; Heidi; Religija ljubezni (karaoke); Anergija (karaoke); Bodi tu (karaoke); Pravljična ljubezen (karaoke) |
| 1996 | Dan najlepših sanj (Eurosong '96 – Slovenian entry) | Dan najlepših sanj; The brightest day; Liza ljubi jazz; Bodi tu; Be a woman; Dan najlepših sanj (karaoke) |
| 1996 | Dan najlepših sanj                                  | Dan najlepših sanj; Bodi tu; Pravljična ljubezen; Religija ljubezni; Be a woman; Naj ljubezen združi vse ljudi; Am ban pet podgan; Čakam te; Heidi; Dan najlepših sanj (karaoke) |
| 2000 | Moje ime                                            | Moje ime (Aleksander Kogoj/Aleksander Kogoj/Aleksander Kogoj, Sašo Fajon); Glas gora (Aleksander Kogoj/Aleksander Kogoj/Aleksander Kogoj, Sašo Fajon); Ne ori (prekmurska ljudska/Aleksander Kogoj, Miran Juvan); Ujemi moj nasmeh (Aleksander Kogoj/Milan Dekleva/Aleksander Kogoj, Sašo Fajon); Sončna ljubezen (Aleksander Kogoj/Hana Štupar/Aleksander Kogoj, Sašo Fajon); Dan najlepših sanj (Aleksander Kogoj/Aleksander Kogoj/Aleksander Kogoj, Jože Privšek); Naj ljubezen združi vse ljudi (Aleksander Kogoj/Aleksander Kogoj/Aleksander Kogoj); Liza ljubi jazz (Aleksander Kogoj/Aleksander Kogoj/Aleksander Kogoj); Pravljična ljubezen (Aleksander Kogoj/Aleksander Kogoj/Aleksander Kogoj); Bodi tu (E. B. King/Marko Slokar/Aleksander Kogoj) |
| 2003 | Čaša ljubezni                                       | Čaša ljubezni (z Diegom Barriosom Rossom); Zaljubljena v maj; Moja zemlja; Mama; Novo leto; Ljubezen daje moč; Moj medvedek; Razprla bom dlani (Aleksander Kogoj/Milan Dekleva/Patrik Greblo); Ne ori; Daleč gre srce (z Alexandrom Brownom); En sam utrip |
| 2012 | Tebe pa ni                                          | Tebe pa ni; Izgubljeni čas; Poljubi me; Demoni; Gabriel; Proti vetru; Plave očij (Kogoj/Lainšček/Tomaž Kozlevčar); Pozabi me; Dan najlepših sanj (R&B); Moje ime; Glas gora; Ujemi moj nasmeh |
| 2015 | Ljubezen beži                                       | Ljubezen beži; Pokliči ljubezen; Ritem ulice |

### Nefestivalske pesmi
| Leto | Pesem                                                                                          |
| ---- | ---------------------------------------------------------------------------------------------- |
| 1994 | Liza ljubi jazz (Sandi Aleksander Kogoj - Sandi Aleksander Kogoj - Sandi Aleksander Kogoj)     |
| 1995 | Bodi tu (Stand by Me)                                                                          |
| 1995 | Religija ljubezni (Sandi Aleksander Kogoj - Sandi Aleksander Kogoj - Sandi Aleksander Kogoj)   |
| 1998 | Daleč gre srce                                                                                 |
| 2008 | Dan najlepših sanj (R&B verzija)                                                               |
| 2010 | Izgubljeni čas (Aleksander Kogoj, Damjan Pančur - Feri Lainšček - Damjan Pančur)               |
| 2012 | Tebe pa ni (Aleksander Kogoj, Damjan Pančur - Feri Lainšček - Aleksander Kogoj, Damjan Pančur) |
| 2013 | Ritem ulice (Aleksander Kogoj/Feri Lainšček/Mitja Brumec)                                      |
| 2013 | Pokliči ljubezen (Kogoj/Lainšček/Brumec)                                                       |
| 2013 | Moje sanje (Kogoj/Lainšček/Brumec)                                                             |
| 2015 | Ljubezen beži (Kogoj/Jernej Trobentar/Brumec)                                                  |
| 2016 | Naglas                                                                                         |
| 2021 | Pesem siren (Aleksander Kogoj/Feri Lainšček/Patrik Greblo)                                     |
| 2024 | Te plave oči                                                                                   |

### Videospoti
- 1994: Liza ljubi jazz
- 1995: Bodi tu
- 1996: Dan najlepših sanj
- 1998: Glas gora
- 1999: Ujemi moj nasmeh
- 2000: Moje ime
- 2002: Moja zemlja
- 2003: Čaša ljubezni
- 2004: Plave očij
- 2005: Gabriel
- 2009: Poljubi me
- 2013: Pokliči ljubezen
- 2015: Ljubezen beži

## Uvrstitve na slovenskih glasbenih lestvicah

### Največkrat predvajani izvajalci
- 2008: 119. mesto
- 2009: 127. mesto
- 2010: 258. mesto
- 2011: 251. mesto
- 2012: 277. mesto
- 2013: 74. mesto
- 2014: 93. mesto

### Največkrat predvajane skladbe
- 1997: Dan najlepših sanj - 19. mesto
- 2000: Moje ime - 37. mesto
- 2007: Dan najlepših sanj - +300. mesto
- 2008: Dan najlepših sanj - 196. mesto
- 2009: Dan najlepših sanj - 194. mesto
- 2010: Dan najlepših sanj - 491. mesto
- 2011: Dan najlepših sanj - 187. mesto
- 2012: Dan najlepših sanj - 417. mesto
- 2013
  - Pokliči ljubezen: 74. mesto
  - Ritem ulice (radio remix): 98. mesto
- 2014
  - Moje sanje: 208. mesto
  - Ritem ulica (radio remix): 244. mesto
  - Pokliči ljubezen: 248. mesto

## Filmografija

### Glasovne vloge
- Mali Dink - v vlogi kuščarja
- Cibertop - v vlogi čarovnice
- Zimska pravljica - v vlogi snežaka
- Svet Petra Zajca in prijateljev - v vlogi glavnega vokala (2001)
- Pekarna Mišmaš - v vlogi mačka (2004)
- Impijev otok (2011)
- Winx klub: Čarobna pustolovščina - v vlogi Bloom (2011)
- Zvončica in piratska vila - v vlogi Favne (2014)

Zapela je tudi nekaj uvodnih songov za risane serije Barny, Peter Zajec in Lisica Zvitorepka ter za filme Sibiline ljubezni in Peter in Petra.